# Stronno (przystanek kolejowy)
Stronno – przystanek kolejowy w Stronnie, w województwie kujawsko-pomorskim, w Polsce.

## Ruch pasażerski
| Rok  | Wymiana pasażerska na dobę |
| ---- | -------------------------- |
| 2017 | 100-149                    |
| 2022 | 100-149                    |

Stronno było stacją, lecz rozebrano tory inne niż szlakowy. Pozostał budynek nastawni, który obecnie jest ruiną oraz budynek dworca.

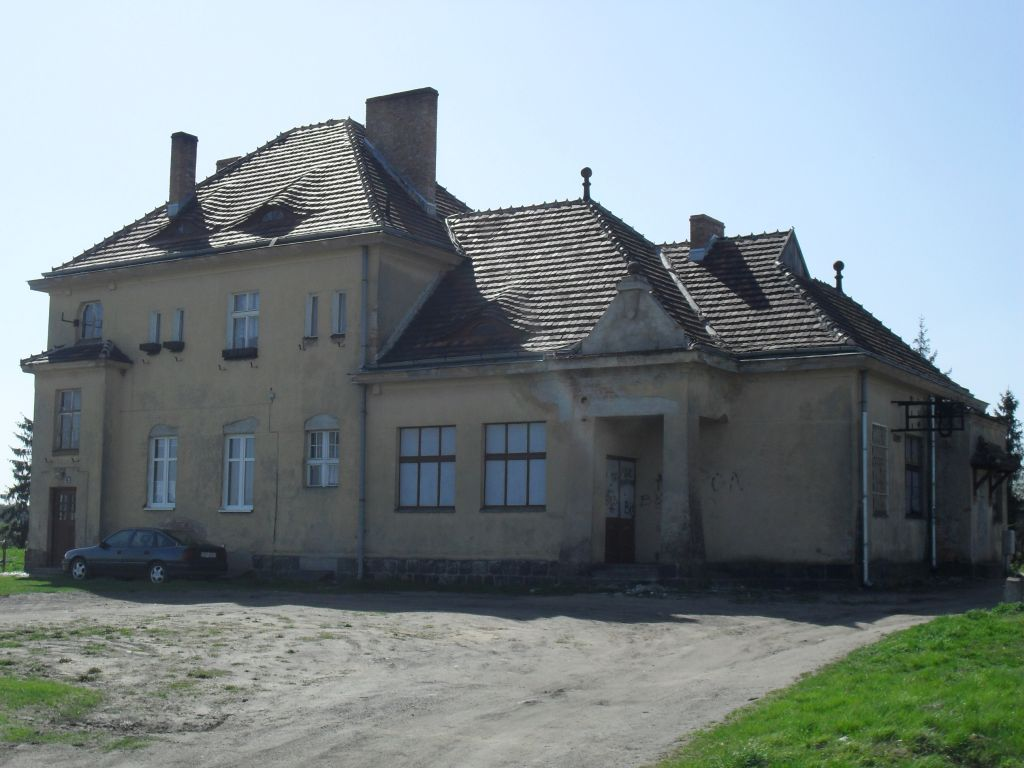
Dworzec kolejowy widok z drugiej strony